# Gulnäbbar
Gulnäbbar (Ceuthmochares) är ett fågelsläkte i familjen gökar inom ordningen gökfåglar med två arter som båda förekommer i Afrika söder om Sahara:
- Grön gulnäbb (C. australis)
- Blå gulnäbb (C. aereus)